# Huitième district congressionnel de Virginie
Le 8e district congressionnel de Virginie est un district situé juste en face de la rivière Potomac, à partir de Washington, D.C.. Il comprend plusieurs banlieues peuplées du nord de la Virginie, notamment Alexandria, Comté d'Arlington et Falls Church, ainsi que certaines parties du Comté de Fairfax. Le Démocrate Don Beyer occupe ce siège depuis 2015. Avec un indice CPVI de D+26, c'est la circonscription la plus démocrate de Virginie.
Le 8e district est fortement influencé par le gouvernement fédéral de Washington voisin, avec près d'un quart de sa population active employée dans le secteur public. Bien que les déplacements vers la capitale nationale pour le travail soient courants, plusieurs agences gouvernementales ont leur siège dans le 8e district. Les plus importants d’entre eux sont le Département américain de la Défense (situé au Pentagone) et la Central Intelligence Agency. Leur présence a permis d'établir une industrie aérospatiale et de défense florissante dans la région, Northrop Grumman étant l'un des principaux employeurs du secteur privé du district. D'autres grandes entreprises sont également implantées à l'intérieur de ses frontières, notamment AES.
Le siège a longtemps été un bastion libéral, ayant soutenu tous les candidats démocrates à la présidentielle depuis 1992. Mais ces marges ont augmenté de façon spectaculaire ; en 2020, Joe Biden a porté le 8e district de plus de 55 points. Autrefois destination populaire pour les Blancs, le district a connu un afflux de résidents asiatiques, noirs et hispaniques ces dernières années et est désormais majoritairement non blanc. Elle compte également la cinquième plus grande proportion de personnes titulaires d'un baccalauréat ou d'un diplôme supérieur du pays, en grande partie en raison de la présence gouvernementale à proximité.

## Démographie
En 2000, le district comptait 643 503 habitants, dont 13,7 % sont afro-américains, 9,5 % sont asiatiques, 16,4 % sont hispaniques et 64,5 % sont blancs.
Le 8e district congressionnel de Virginie est traditionnellement un bastion démocrate, notamment dans les communautés urbaines d'Arlington et d'Alexandria.

## Géographie
Depuis 2023, les communautés suivantes ont un code postal dans le district,.

### Entièrement dans le district
- Arlington
- Fort Myer

### Partiellement dans le district
- Alexandria
- Falls Church
- Fort Belvoir
- Lorton
- McLean
- Springfield

## Historique de vote
| Année | Poste     | Résultats               |
| ----- | --------- | ----------------------- |
| 1996  | Président | Clinton 55,0 % – 40,0 % |
| 2000  | Président | Gore 55,0 % – 40,0 %    |
| 2004  | Président | Kerry 64,0 % – 35,0 %   |
| 2008  | Président | Obama 69,0 % – 30,0 %   |
| 2012  | Président | Obama 67,0 % – 32,0 %   |
| 2016  | Président | Clinton 72,0 % – 21,0 % |
| 2020  | Président | Biden 77,0 % – 22,0 %   |

## Liste des Représentants du district
| Membre                              | Parti                          | Années                            | Congrès     | Histoire électorale |
| ----------------------------------- | ------------------------------ | --------------------------------- | ----------- | --- |
| District établit le 4 mars 1789     |                                |                                   |             | |
| Josiah Parker (en)                  | Anti-Administration            | 4 mars 1789 - 3 mars 1793         | 1re , 2e    | Élu en 1789. Réélu en 1790. Élu dans les 11e district de Virginie. |
| Thomas Clairborne (en)              | Anti-Administration            | 4 mars 1793 - 3 mars 1795         | 3e - 5e     | Élu en 1793. Réélu en 1795. Réélu en 1797. Perd sa réélection. |
| Thomas Clairborne (en)              | Républicain-Démocrate          | 4 mars 1795 - 3 mars 1799         | 3e - 5e     | Élu en 1793. Réélu en 1795. Réélu en 1797. Perd sa réélection. |
| Samuel Goode (en)                   | Républicain-Démocrate          | 4 mars 1799 - 3 mars 1801         | 6e          | Élu en 1799. |
| Thomas Clairborne (en)              | Républicain-Démocrate          | 4 mars 1801 - 3 mars 1803         | 7e          | Élu en 1801. Redécoupage vers le 17e district. |
| Walter Jones (en)                   | Républicain-Démocrate          | 4 mars 1803 - 3 mars 1811         | 8e - 11e    | Élu en 1803. Réélu en 1805. Réélu en 1807. Réélu en 1809. Retrait. |
| John Hungerford (en)                | Républicain-Démocrate          | 4 mars 1803- 3 mars 1811          | 8e - 11e    | Élu en 1811. Perd la contestation de son élection. |
| John Taliaferro (en)                | Républicain-Démocrate          | 29 novembre 1811 - 3 mars 1813    | 12e         | Remporte la contestation l'élection. Redécoupage vers le 9e district et perd sa réélection. |
| Joseph Lewis Jr. (en)               | Fédéraliste                    | 4 mars 1813 - 3 mars 1817         | 13e , 14e   | Redécoupage depuis le 7e district et réélu en 1813. Réélu en 1815. Retrait. |
| Charles F. Mercer (en)              | Fédéraliste                    | 4 mars 1817 - 3 mars 1823         | 15e - 17e   | Élu en 1817. Réélu en 1819. Réélu en 1821. Redécoupage vers le 14e district. |
| Burwell Bassett (en)                | Républicain-Démocrate Crawford | 4 mars 1823 - 3 mars 1825         | 18e - 20e   | Redécoupage depuis le 13e district et réélu en 1823. Réélu en 1825. Réélu en 1827. Perd sa réélection. |
| Burwell Bassett (en)                | Jacksonien (en)                | 4 mars 1825 - 3 mars 1833         | 18e - 20e   | Redécoupage depuis le 13e district et réélu en 1823. Réélu en 1825. Réélu en 1827. Perd sa réélection. |
| Richard Coke Jr. (en)               | Jacksonien (en)                | 4 mars 1829 - 3 mars 1833         | 21e , 22e   | Élu en 1829. Réélu en 1831. Retrait. |
| Henry A. Wise                       | Jacksonien (en)                | 4 mars 1833 - 3 mars 1837         | 23e - 27e   | Élu en 1833. Réélu en 1835. Réélu en 1837. Réélu en 1839. Réélu en 1841. Redécoupage vers le 7e district. |
| Henry A. Wise                       | Whig                           | 4 mars 1837 - 3 mars 1843         | 23e - 27e   | Élu en 1833. Réélu en 1835. Réélu en 1837. Réélu en 1839. Réélu en 1841. Redécoupage vers le 7e district. |
| Willoughby Newton (en)              | Whig                           | 4 mars 1843 - 3 mars 1845         | 28e         | Élu en 1843. Perd sa réélection. |
| Robert M. T. Hunter                 | Whig                           | 4 mars 1845 - 3 mars 1847         | 29e         | Élu en 1845. Élu au Sénat des États-Unis. |
| Richard Lee Tubesville Beale        | Démocrate                      | 4 mars 1847 - 3 mars 1849         | 30e         | Élu en 1847. Retrait. |
| Alexander Holladay (en) (Mansfield) | Démocrate                      | 4 mars 1849 - 3 mars 1853         | 31e , 32e   | Élu en 1849. Réélu en 1851. Retrait. |
| Charles J. Faulkner Sr. (en)        | Démocrate                      | 4 mars 1853 - 3 mars 1959         | 33e - 35e   | Élu en 1853. Réélu en 1855. Réélu en 1857. Nommé Ambassadeur en France. |
| Alexander R. Boteler (en)           | Opposition Party (en)          | 4 mars 1859 - 3 mars 1861         | 36e         | Élu en 1859. Retrait. |
| District inactif                    | District inactif               | 4 mars 1861 - 28 janvier 1870     | 36e - 41e   | Guerre de Sécession et Reconstruction. |
| James K. Gibson (en)                | Conservateur de Virginie (en)  | 28 janvier 1870 - 3 mars 1871     | 41e         | Élu en 1870. Retrait. |
| William Terry                       | Démocrate                      | 4 mars 1871 - 3 mars 1873         | 42e         | Élu en 1870. Perd sa réélection. |
| Eppa Hunton                         | Démocrate                      | 4 mars 1873 - 3 mars 1881         | 43e - 46e   | Élu en 1872. Réélu en 1874. Réélu en 1876. Réélu en 1878. Retrait. |
| John S. Barbour Jr. (en)            | Démocrate                      | 4 mars 1881 - 3 mars 1887         | 47e - 49e   | Élu en 1880. Réélu en 1882. Réélu en 1884. Retrait. |
| William H. F. Lee (en)              | Démocrate                      | 4 mars 1887 - 15 octobre 1891     | 50e - 52e   | Élu en 1886. Réélu en 1888. Réélu en 1890. Décès. |
| Vacant                              | Vacant                         | 16 octobre 1891 - 8 décembre 1891 | 52e         | |
| Elisha E. Meredith (en)             | Démocrate                      | 9 décembre 1891 - 3 mars 1897     | 52e - 54e   | Élu pour terminer le mandat de Lee. Réélu en 1892. Réélu en 1894. Retrait. |
| John F. Rixey (en)                  | Démocrate                      | 4 mars 1897 - 8 février 1907      | 55e - 59e   | Élu en 1896. Réélu en 1898. Réélu en 1900. Réélu en 1902. Réélu en 1904. Réélu en 1906. Décès. |
| Vacant                              | Vacant                         | 9 février 1907 - 4 novembre 1907  | 59e , 60e   | |
| Charles C. Carlin (en)              | Démocrate                      | 5 novembre 1907 - 4 novembre 1907 | 59e , 60e   | Élu pour terminer le mandat de Rixley. Réélu en 1908. Réélu en 1910. Réélu en 1912. Réélu en 1914. Réélu en 1916. Réélu en 1918. Démissionne. |
| Vacant                              | Vacant                         | 4 mars 1919 - 26 avril 1919       | 66e         | |
| R. Walton Moore (en)                | Démocrate                      | 27 avril 1919 - 3 mars 1931       | 66e - 71e   | Élu pour terminer le mandat de Carlin. Réélu en 1920. Réélu en 1922. Réélu en 1924. Réélu en 1926. Réélu en 1928. Retrait. |
| Howard W. Smith (en)                | Démocrate                      | 4 mars 1931 - 3 mars 1933         | 72e         | Élu en 1930. Redécoupage vers le district at-large. |
| District inactive                   | District inactive              | 4 mars 1933 - 3 janvier 1935      | 73e         | |
| Howard W. Smith (en)                | Démocrate                      | 3 janvier 1935 - 3 janvier 1967   | 74e - 89e   | Redécoupage depuis le district at-large et réélu en 1934. Réélu en 1936. Réélu en 1938. Réélu en 1940. Réélu en 1942. Réélu en 1944. Réélu en 1946. Réélu en 1948. Réélu en 1950. Réélu en 1952. Réélu en 1954. Réélu en 1956. Réélu en 1958. Réélu en 1960. Réélu en 1962. Réélu en 1964. Perd sa réélection. |
| William L. Scott (en)               | Républicain                    | 3 janvier 1967 - 3 janvier 1973   | 90e - 92e   | Élu en 1966. Réélu en 1968. Réélu en 1970. Élu au Sénat des États-Unis. |
| Stanford Parris (en)                | Républicain                    | 3 janvier 1973 - 3 janvier 1975   | 93e         | Élu en 1972. Perd sa réélection. |
| Herbert E. Harris (en)              | Démocrate                      | 3 janvier 1975 - 3 janvier 1981   | 94e - 96e   | Élu en 1974. Réélu en 1976. Réélu en 1978. Perd sa réélection. |
| Stanford Parris (en)                | Républicain                    | 3 janvier 1981 - 3 janvier 1991   | 97e - 101e  | Élu en 1980. Réélu en 1982. Réélu en 1984. Réélu en 1986. Réélu en 1988. Perd sa réélection. |
| Jim Moran (en)                      | Démocrate                      | 3 janvier 1991 - 3 janvier 2015   | 102e - 113e | Élu en 1990. Réélu en 1992. Réélu en 1994. Réélu en 1996. Réélu en 1998. Réélu en 2000. Réélu en 2002. Réélu en 2004. Réélu en 2006. Réélu en 2008. Réélu en 2010. Réélu en 2012. Retrait. |
| Don Beyer                           | Démocrate                      | 3 janvier 2015 - Présent          | 114e - 118e | Élu en 2014. Réélu en 2016. Réélu en 2018. Réélu en 2020. Réélu en 2022. Réélu en 2024. |

## Résultats des récentes élections
Voici les résultats des dix précédents cycles électoraux dans le district.

### 2004
| Élection de 2004 du 8e district congressionnel de Virginie | Élection de 2004 du 8e district congressionnel de Virginie | Élection de 2004 du 8e district congressionnel de Virginie | Élection de 2004 du 8e district congressionnel de Virginie | Élection de 2004 du 8e district congressionnel de Virginie |
| ---------------------------------------------------------- | ---------------------------------------------------------- | ---------------------------------------------------------- | ---------------------------------------------------------- | ---------------------------------------------------------- |
| Parti                                                      | Parti                                                      | Candidat                                                   | Votes                                                      | %                                                          |
|                                                            | Démocrate                                                  | Jim Moran (en) (sortant)                                   | 171 986                                                    | 59,7                                                       |
|                                                            | Républicain                                                | Lisa Marie Cheney                                          | 106 231                                                    | 36,9                                                       |
|                                                            | Indépendant                                                | Jim Hurysz                                                 | 9 004                                                      | 3,1                                                        |
|                                                            | Write-In                                                   | Write-In                                                   | 698                                                        | 0,2                                                        |
| Total des votes                                            | Total des votes                                            | Total des votes                                            | 287 919                                                    | 100 %                                                      |
|                                                            | Les Démocrates conservent                                  |                                                            |                                                            |                                                            |

### 2006
| Élection de 2006 du 8e district congressionnel de Virginie | Élection de 2006 du 8e district congressionnel de Virginie | Élection de 2006 du 8e district congressionnel de Virginie | Élection de 2006 du 8e district congressionnel de Virginie | Élection de 2006 du 8e district congressionnel de Virginie |
| ---------------------------------------------------------- | ---------------------------------------------------------- | ---------------------------------------------------------- | ---------------------------------------------------------- | ---------------------------------------------------------- |
| Parti                                                      | Parti                                                      | Candidat                                                   | Votes                                                      | %                                                          |
|                                                            | Démocrate                                                  | Jim Moran (en) (sortant)                                   | 144 700                                                    | 66,4                                                       |
|                                                            | Républicain                                                | Tom M. O'Donogue                                           | 66 639                                                     | 30,6                                                       |
|                                                            | Indépendant                                                | Jil Hurysz                                                 | 6 094                                                      | 2,8                                                        |
|                                                            | Write-In                                                   | Write-In                                                   | 476                                                        | 0,2                                                        |
| Total des votes                                            | Total des votes                                            | Total des votes                                            | 217 909                                                    | 100 %                                                      |
|                                                            | Les Démocrates conservent                                  |                                                            |                                                            |                                                            |

### 2008
| Élection de 2008 du 8e district congressionnel de Virginie | Élection de 2008 du 8e district congressionnel de Virginie | Élection de 2008 du 8e district congressionnel de Virginie | Élection de 2008 du 8e district congressionnel de Virginie | Élection de 2008 du 8e district congressionnel de Virginie |
| ---------------------------------------------------------- | ---------------------------------------------------------- | ---------------------------------------------------------- | ---------------------------------------------------------- | ---------------------------------------------------------- |
| Parti                                                      | Parti                                                      | Candidat                                                   | Votes                                                      | %                                                          |
|                                                            | Démocrate                                                  | Jim Moran (en) (sortant)                                   | 222 986                                                    | 67,9                                                       |
|                                                            | Républicain                                                | Mark W. Ellmore                                            | 97 425                                                     | 29,7                                                       |
|                                                            | Independent Greens (en)                                    | J. Ron Fisher                                              | 6 829                                                      | 2,1                                                        |
|                                                            | Write-In                                                   | Write-In                                                   | 957                                                        | 0,3                                                        |
| Total des votes                                            | Total des votes                                            | Total des votes                                            | 328 197                                                    | 100 %                                                      |
|                                                            | Les Démocrates conservent                                  |                                                            |                                                            |                                                            |

### 2010
| Élection de 2010 du 8e district congressionnel de Virginie | Élection de 2010 du 8e district congressionnel de Virginie | Élection de 2010 du 8e district congressionnel de Virginie | Élection de 2010 du 8e district congressionnel de Virginie | Élection de 2010 du 8e district congressionnel de Virginie |
| ---------------------------------------------------------- | ---------------------------------------------------------- | ---------------------------------------------------------- | ---------------------------------------------------------- | ---------------------------------------------------------- |
| Parti                                                      | Parti                                                      | Candidat                                                   | Votes                                                      | %                                                          |
|                                                            | Démocrate                                                  | Jim Moran (en) (sortant)                                   | 116 293                                                    | 61,0                                                       |
|                                                            | Républicain                                                | Jay Patrick Murray                                         | 71 108                                                     | 37,3                                                       |
|                                                            | Independent Greens (en)                                    | J. Ron Fisher                                              | 2 704                                                      | 1,4                                                        |
|                                                            | Write-In                                                   | Write-In                                                   | 492                                                        | 0,2                                                        |
| Total des votes                                            | Total des votes                                            | Total des votes                                            | 233 368                                                    | 100 %                                                      |
|                                                            | Les Démocrates conservent                                  |                                                            |                                                            |                                                            |

### 2012
| Élection de 2012 du 8e district congressionnel de Virginie | Élection de 2012 du 8e district congressionnel de Virginie | Élection de 2012 du 8e district congressionnel de Virginie | Élection de 2012 du 8e district congressionnel de Virginie | Élection de 2012 du 8e district congressionnel de Virginie |
| ---------------------------------------------------------- | ---------------------------------------------------------- | ---------------------------------------------------------- | ---------------------------------------------------------- | ---------------------------------------------------------- |
| Parti                                                      | Parti                                                      | Candidat                                                   | Votes                                                      | %                                                          |
|                                                            | Démocrate                                                  | Jim Moran (en) (sortant)                                   | 226 847                                                    | 64,6                                                       |
|                                                            | Républicain                                                | Jay Patrick Murray                                         | 107 370                                                    | 30,6                                                       |
|                                                            | Indépendant                                                | Jason Howell                                               | 10 180                                                     | 2,9                                                        |
|                                                            | Independent Greens (en)                                    | Janet Murphy                                               | 5 985                                                      | 1,7                                                        |
|                                                            | Write-In                                                   | Write-In                                                   | 805                                                        | 0,2                                                        |
| Total des votes                                            | Total des votes                                            | Total des votes                                            | 351 187                                                    | 100 %                                                      |
|                                                            | Les Démocrates conservent                                  |                                                            |                                                            |                                                            |

### 2014
| Élection de 2014 du 8e district congressionnel de Virginie | Élection de 2014 du 8e district congressionnel de Virginie | Élection de 2014 du 8e district congressionnel de Virginie | Élection de 2014 du 8e district congressionnel de Virginie | Élection de 2014 du 8e district congressionnel de Virginie |
| ---------------------------------------------------------- | ---------------------------------------------------------- | ---------------------------------------------------------- | ---------------------------------------------------------- | ---------------------------------------------------------- |
| Parti                                                      | Parti                                                      | Candidat                                                   | Votes                                                      | %                                                          |
|                                                            | Démocrate                                                  | Don Beyer                                                  | 128 102                                                    | 63,1                                                       |
|                                                            | Républicain                                                | Micah Edmond                                               | 63 810                                                     | 31,4                                                       |
|                                                            | Indépendant                                                | Gwendolyn Beck                                             | 5 420                                                      | 2,7                                                        |
|                                                            | Libertarien                                                | Jeffrey Carson                                             | 4 409                                                      | 2,2                                                        |
|                                                            | Independent Greens (en)                                    | Gerry Blais                                                | 963                                                        | 0,5                                                        |
|                                                            | Write-In                                                   | Write-In                                                   | 372                                                        | 0,2                                                        |
| Total des votes                                            | Total des votes                                            | Total des votes                                            | 203 076                                                    | 100 %                                                      |
|                                                            | Les Démocrates conservent                                  |                                                            |                                                            |                                                            |

### 2016
| Élection de 2016 du 8e district congressionnel de Virginie | Élection de 2016 du 8e district congressionnel de Virginie | Élection de 2016 du 8e district congressionnel de Virginie | Élection de 2016 du 8e district congressionnel de Virginie | Élection de 2016 du 8e district congressionnel de Virginie |
| ---------------------------------------------------------- | ---------------------------------------------------------- | ---------------------------------------------------------- | ---------------------------------------------------------- | ---------------------------------------------------------- |
| Parti                                                      | Parti                                                      | Candidat                                                   | Votes                                                      | %                                                          |
|                                                            | Démocrate                                                  | Don Beyer (sortant)                                        | 246 653                                                    | 68,4                                                       |
|                                                            | Républicain                                                | Charles A. Hernick                                         | 98 387                                                     | 27,3                                                       |
|                                                            | Indépendant                                                | Julio Gracia                                               | 14 664                                                     | 4,0                                                        |
|                                                            | Write-In                                                   | Write-In                                                   | 972                                                        | 0,2                                                        |
| Total des votes                                            | Total des votes                                            | Total des votes                                            | 360 676                                                    | 100 %                                                      |
|                                                            | Les Démocrates conservent                                  |                                                            |                                                            |                                                            |

### 2018
| Élection de 2018 du 8e district congressionnel de Virginie | Élection de 2018 du 8e district congressionnel de Virginie | Élection de 2018 du 8e district congressionnel de Virginie | Élection de 2018 du 8e district congressionnel de Virginie | Élection de 2018 du 8e district congressionnel de Virginie |
| ---------------------------------------------------------- | ---------------------------------------------------------- | ---------------------------------------------------------- | ---------------------------------------------------------- | ---------------------------------------------------------- |
| Parti                                                      | Parti                                                      | Candidat                                                   | Votes                                                      | %                                                          |
|                                                            | Démocrate                                                  | Don Beyer (sortant)                                        | 247 137                                                    | 76,1                                                       |
|                                                            | Républicain                                                | Thomas Oh                                                  | 76 899                                                     | 23,7                                                       |
|                                                            | Write-In                                                   | Write-In                                                   | 712                                                        | 0,2                                                        |
| Total des votes                                            | Total des votes                                            | Total des votes                                            | 324 748                                                    | 100 %                                                      |
|                                                            | Les Démocrates conservent                                  |                                                            |                                                            |                                                            |

### 2020
| Élection de 2020 du 8e district congressionnel de Virginie | Élection de 2020 du 8e district congressionnel de Virginie | Élection de 2020 du 8e district congressionnel de Virginie | Élection de 2020 du 8e district congressionnel de Virginie | Élection de 2020 du 8e district congressionnel de Virginie |
| ---------------------------------------------------------- | ---------------------------------------------------------- | ---------------------------------------------------------- | ---------------------------------------------------------- | ---------------------------------------------------------- |
| Parti                                                      | Parti                                                      | Candidat                                                   | Votes                                                      | %                                                          |
|                                                            | Démocrate                                                  | Don Beyer (sortant)                                        | 301 454                                                    | 76,0                                                       |
|                                                            | Républicain                                                | Jeff Jordan                                                | 95 365                                                     | 24,0                                                       |
|                                                            | Write-In                                                   | Write-In                                                   | 926                                                        | 0,2                                                        |
| Total des votes                                            | Total des votes                                            | Total des votes                                            | 396 819                                                    | 100 %                                                      |
|                                                            | Les Démocrates conservent                                  |                                                            |                                                            |                                                            |

### 2022
| Primaire Démocrate de 2022 du 8e district congressionnel de Virginie | Primaire Démocrate de 2022 du 8e district congressionnel de Virginie | Primaire Démocrate de 2022 du 8e district congressionnel de Virginie | Primaire Démocrate de 2022 du 8e district congressionnel de Virginie | Primaire Démocrate de 2022 du 8e district congressionnel de Virginie |
| -------------------------------------------------------------------- | -------------------------------------------------------------------- | -------------------------------------------------------------------- | -------------------------------------------------------------------- | -------------------------------------------------------------------- |
| Parti                                                                | Parti                                                                | Candidat                                                             | Votes                                                                | %                                                                    |
|                                                                      | Démocrate                                                            | Don Beyer (sortant)                                                  | 39 062                                                               | 77,1                                                                 |
|                                                                      | Démocrate                                                            | Victoria Virasingh                                                   | 11 583                                                               | 22,9                                                                 |

| Primaire Républicaine de 2022 du 8e district congressionnel de Virginie | Primaire Républicaine de 2022 du 8e district congressionnel de Virginie | Primaire Républicaine de 2022 du 8e district congressionnel de Virginie | Primaire Républicaine de 2022 du 8e district congressionnel de Virginie | Primaire Républicaine de 2022 du 8e district congressionnel de Virginie |
| ----------------------------------------------------------------------- | ----------------------------------------------------------------------- | ----------------------------------------------------------------------- | ----------------------------------------------------------------------- | ----------------------------------------------------------------------- |
| Parti                                                                   | Parti                                                                   | Candidat                                                                | Votes                                                                   | %                                                                       |
|                                                                         | Républicain                                                             | Karina Lipsman                                                          | 440                                                                     | 61,5                                                                    |
|                                                                         | Républicain                                                             | Kezia Tunnell                                                           | 137                                                                     | 19,1                                                                    |
|                                                                         | Républicain                                                             | Jeff Jordan                                                             | 114                                                                     | 15,9                                                                    |
|                                                                         | Républicain                                                             | Heerak Christian Kim                                                    | 17                                                                      | 2,4                                                                     |
|                                                                         | Républicain                                                             | Monica Carpio                                                           | 8                                                                       | 1,1                                                                     |

| Élection de 2022 du 8e district congressionnel de Virginie | Élection de 2022 du 8e district congressionnel de Virginie | Élection de 2022 du 8e district congressionnel de Virginie | Élection de 2022 du 8e district congressionnel de Virginie | Élection de 2022 du 8e district congressionnel de Virginie |
| ---------------------------------------------------------- | ---------------------------------------------------------- | ---------------------------------------------------------- | ---------------------------------------------------------- | ---------------------------------------------------------- |
| Parti                                                      | Parti                                                      | Candidat                                                   | Votes                                                      | %                                                          |
|                                                            | Démocrate                                                  | Don Beyer (sortant)                                        | 197 760                                                    | 73,5                                                       |
|                                                            | Républicain                                                | Karina Lipsman                                             | 66 589                                                     | 24,8                                                       |
|                                                            | Indépendant                                                | Teddy Fikre                                                | 4078                                                       | 1,5                                                        |
|                                                            | Write-In                                                   | Write-In                                                   | 503                                                        | 0,2                                                        |
| Total des votes                                            | Total des votes                                            | Total des votes                                            | 268 930                                                    | 100 %                                                      |
|                                                            | Les Démocrates conservent                                  |                                                            |                                                            |                                                            |

### 2024
Les Primaires Démocrates et Républicaines ont été annulées. Don Beyer (D-Sortant) et Jerry Torres (R) avancent vers l'Élection Générale.
| Élection de 2024 du 8e district congressionnel de Virginie | Élection de 2024 du 8e district congressionnel de Virginie | Élection de 2024 du 8e district congressionnel de Virginie | Élection de 2024 du 8e district congressionnel de Virginie | Élection de 2024 du 8e district congressionnel de Virginie |
| ---------------------------------------------------------- | ---------------------------------------------------------- | ---------------------------------------------------------- | ---------------------------------------------------------- | ---------------------------------------------------------- |
| Parti                                                      | Parti                                                      | Candidat                                                   | Votes                                                      | %                                                          |
|                                                            | Démocrate                                                  | Don Beyer (sortant)                                        | TBD                                                        | TBD                                                        |
|                                                            | Républicain                                                | Jerry Torres                                               | TBD                                                        | TBD                                                        |
|                                                            | Indépendant                                                | David Kennedy                                              | TBD                                                        | TBD                                                        |
|                                                            | Indépendant                                                | Bentley Hensel                                             | TBD                                                        | TBD                                                        |
| Total des votes                                            | Total des votes                                            | Total des votes                                            | TBD                                                        | 100 %                                                      |
|                                                            |                                                            |                                                            |                                                            |                                                            |

## Frontières historiques du district
Le 8e district de Virginie a débuté en 1788 et couvrait les comtés de Norfolk, Accomack, Northampton, Princess Anne, Nansemond, l'île de Wight, Surry et Southampton.

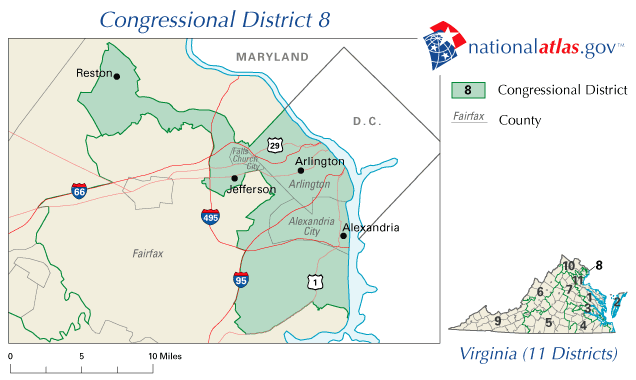
2003 - 2013

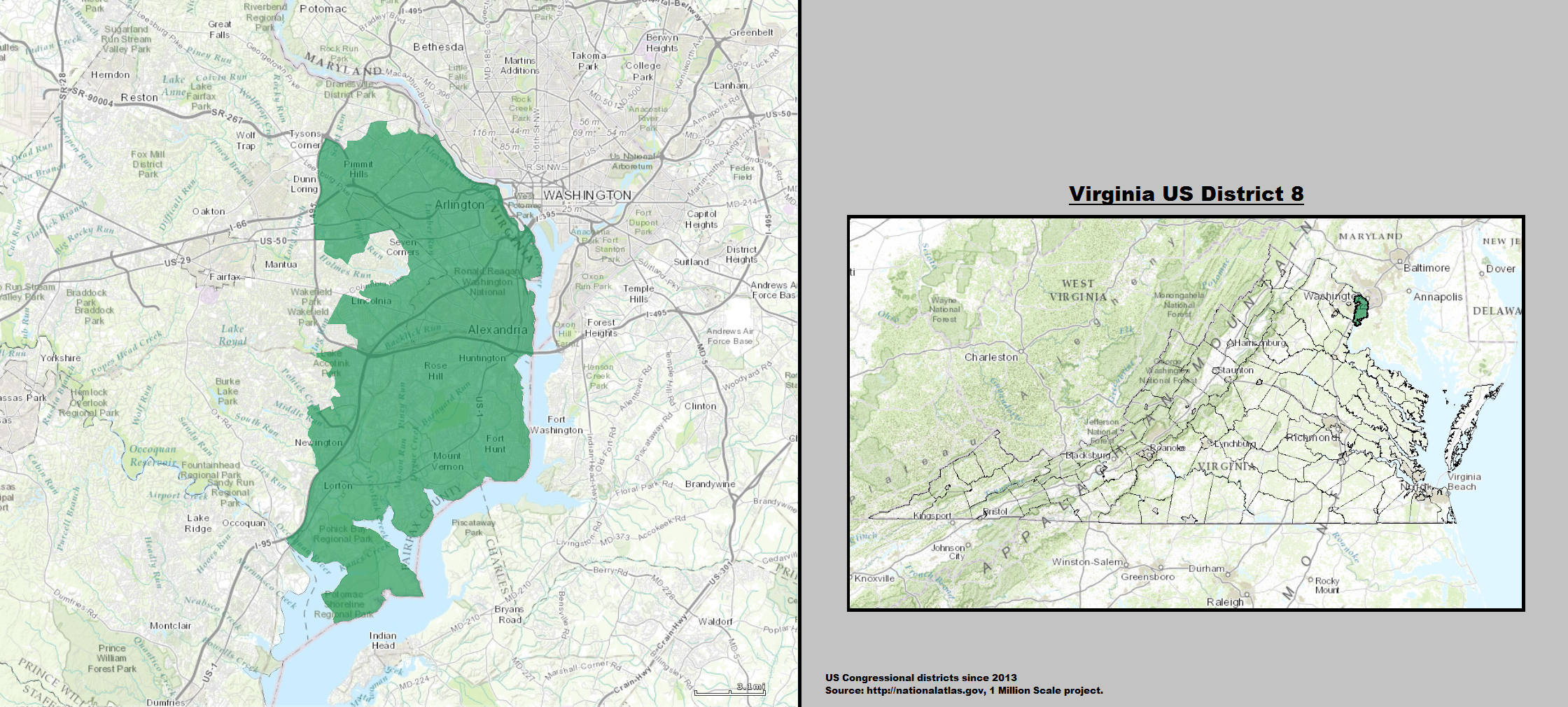
2013 - 2023